# Franz-Josephs-Kaserne Salzburg

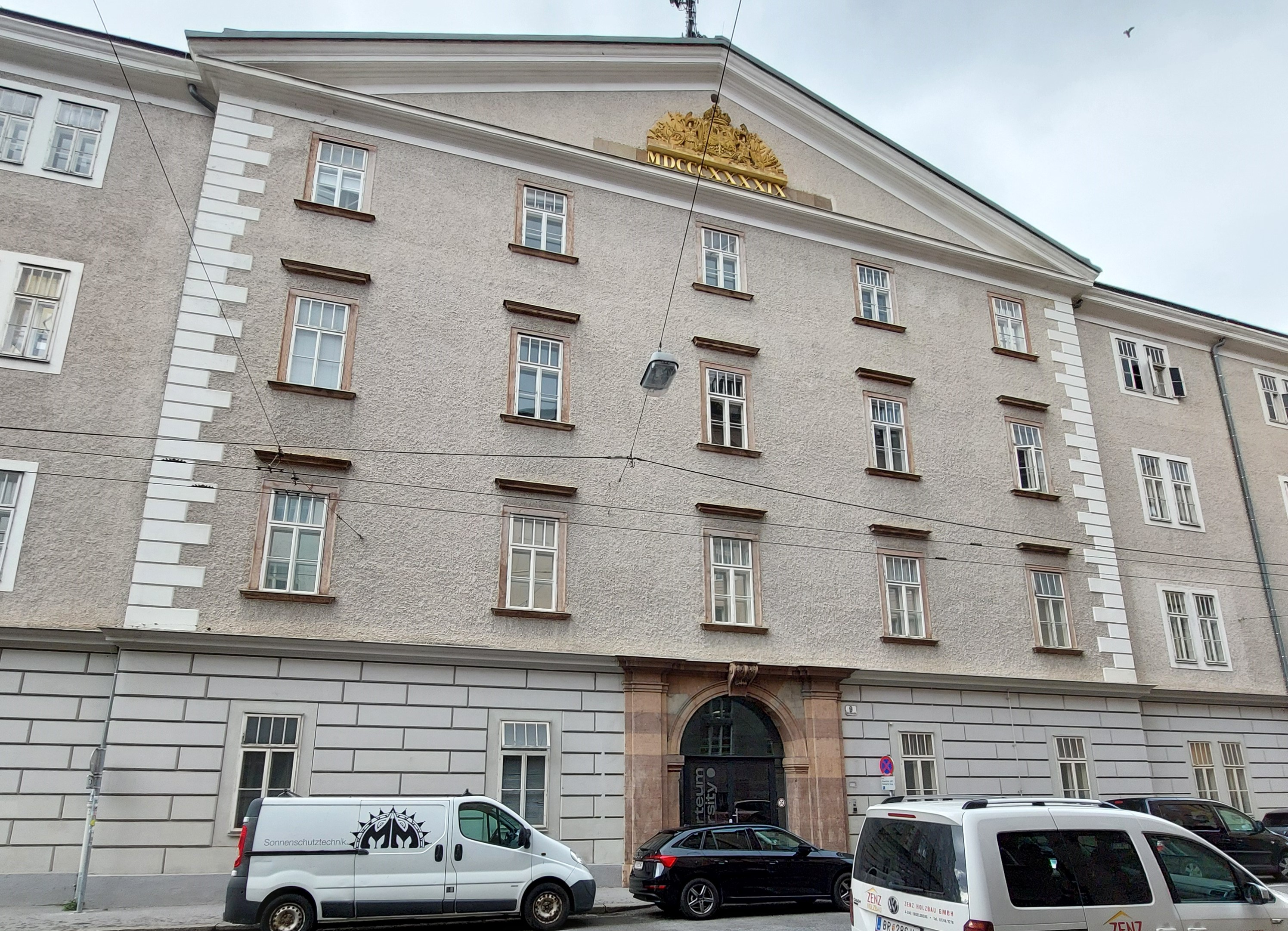
Fassade der ehemaligen Franz-Josephs-Kaserne

Die ehemalige Franz-Joseph-Kaserne (Salzburg) befand sich in der früheren Loretostraße (heute Paris-Lodron-Straße 9) von Salzburg.
Die Kaserne wurde zwischen 1846 und 1849 erbaut. Die Kaserne diente u. a. dem Infanterieregiment 59 als Unterkunft, das hier nach dem großen Stadtbrand von 1818 und der dabei zerstörten Neuen Türnitz einquartiert wurde. Hier waren im Ersten Weltkrieg auch Tiroler Kaiserschützenregimenter untergebracht. Einer der prominentesten Offiziere der Kaiserschützen war der aus Bregenz stammende k.k. Oberleutnant Georg Bilgeri, ein früher Skipionier Österreichs. Die Kaserne beherbergte auch ein Lazarett. Am 19. August 1865 besuchte Kaiser Franz Joseph I. von Ischl her kommend anlässlich der Ratifizierung der Gasteiner Konvention die Kaserne. Am Abend desselben Tages fand ein Kaiserball statt, bei dem auch der König Wilhelm I. von Preußen, König Ludwig I. von Bayern, der Großherzog Ludwig III.  von Hessen-Darmstadt sowie die Erzherzöge Ludwig Victor und Josef teilnahmen.
Nach dem Zweiten Weltkrieg verlor die Kaserne durch den Bau der Rainerkaserne und der Schwarzenbergkaserne ihre militärische Funktion.
Das Gebäude wird heute von der Universität Mozarteum genutzt; hier ist in dem sog. Theatrum das Thomas Bernhard Institut, eine Ausbildungsstätte für angehende Schauspieler, Regisseure sowie Film- und Theatermacher, untergebracht.